# 컴퍼스와 자 작도

정육각형의 작도

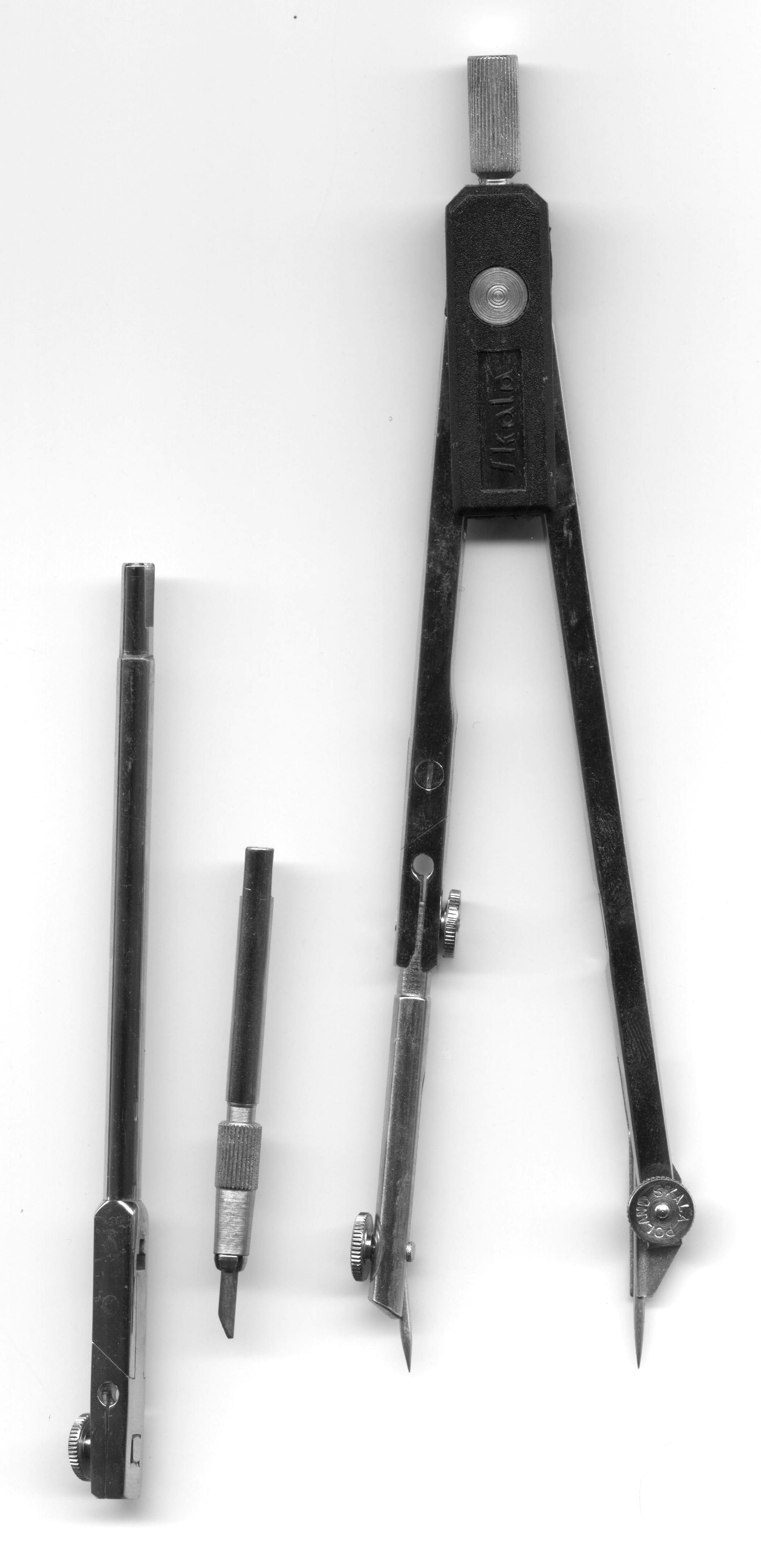
작도를 할 때 사용되는 컴퍼스의 모습

컴퍼스와 자를 이용한 작도(作圖, 영어: straightedge and compass construction)는 눈금 없는 자와 컴퍼스만을 이용해 여러 가지 도형을 그리는 고전 기하학의 여러 가지 문제들을 가리킨다. 이때 자는 직선을 긋는 용도로만 사용되고, 컴퍼스는 원을 그리고,  선분의 길이를 옮기는 데에 사용된다.

## 정다각형의 작도
정다각형을 작도하다 보면 작도가 될 때도 있고 안 될 때도 있다. 이 사실은 '어떤 정다각형이 작도가 가능하고 어떤 정다각형이 작도가 불가능하냐'라는 문제로 이어졌다. 작도 가능한 정다각형의 판정방법은 다음과 같다.
만약 {\displaystyle n}이 2의 거듭제곱과 서로 다른 페르마 소수들의 곱들로 이루어져 있을 때, 정{\displaystyle n}각형은 작도 가능하다.
좀 더 풀어 쓰면, 작도 가능한 정다각형은 다음 조건들로 나타내어진다.
1. {\displaystyle n}이 페르마 소수라면, 즉 {\displaystyle 2^{2^{a}}+1}의 꼴의 수 중에서 소수라면 정{\displaystyle n}각형은 작도 가능하다.
2. {\displaystyle n}이 서로 다른 페르마 소수들의 곱일 경우 정{\displaystyle n}각형은 작도 가능하다.
3. 정{\displaystyle n}각형이 작도 가능할 경우 정{\displaystyle 2n}각형도 작도 가능하다.

## 작도 가능한 각
정삼각형의 작도가 가능하므로 정삼각형의 한 내각의 크기인 60°는 작도가 가능하고, 정오각형의 작도가 가능하므로 정오각형의 한 외각의 크기인 72°는 작도가 가능하다. 또한, 60°를 4등분 해 15°, 30°, 45°의 작도가 가능하고, 72°를 4등분 해 18°, 36°, 54°의 작도가 가능하다.
따라서 18°에서 15°를 뺀 3°가 작도 가능하므로, 작도 가능한 각은 3의 배수이다. 또한 22.5°, 78.75° 같은 1.5의 배수, 0.75의 배수인 각 또한 작도 가능하다.
정십칠각형, 정이백오십칠각형의 작도가 가능하므로 {\displaystyle {\frac {360^{\circ }}{17}}}인 각과 {\displaystyle {\frac {360^{\circ }}{17}}}의 배수인 각 또한 작도가 가능하며, {\displaystyle {\frac {360^{\circ }}{257}}}인 각과 {\displaystyle {\frac {360^{\circ }}{257}}}의 배수인 각 또한 작도할 수 있다.

## 기본적인 작도

### 각의 이등분선

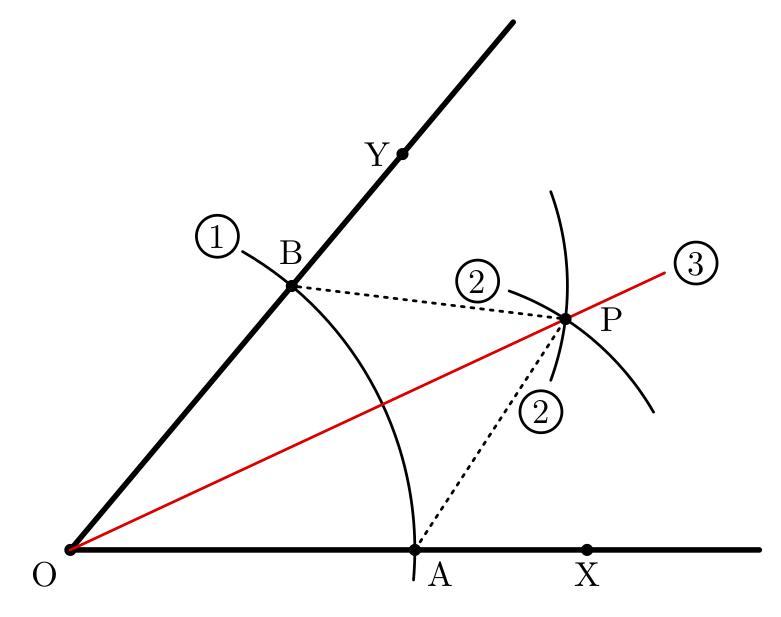
각의 이등분선

이등분할 각은 임의의 세 점인 점 X, 점 O, 점 Y가 이루는 각 XOY이다.
1. 점 O를 중심으로 하는 적당한 크기의 원을 그려 반직선 OX, 반직선 OY와의 교점을 각각 A, B라고 한다.
2. 점 A, B를 중심으로 하고 반지름 길이가 같은 두 원을 그려, 그 교점 중 하나를 P라고 한다.
3. 반직선 OP를 그린다.
4. 두 이등분각은 각 XOP와 각POY이다.

#### 증명
선분 OA=선분 OB, 선분 AP=선분 BP, 선분 OP는 공통 (SSS합동)
각 AOP와 각 BOP가 서로 대응각이므로 선분 OP는 각의 이등분선이다.

### 선분의 수직이등분선

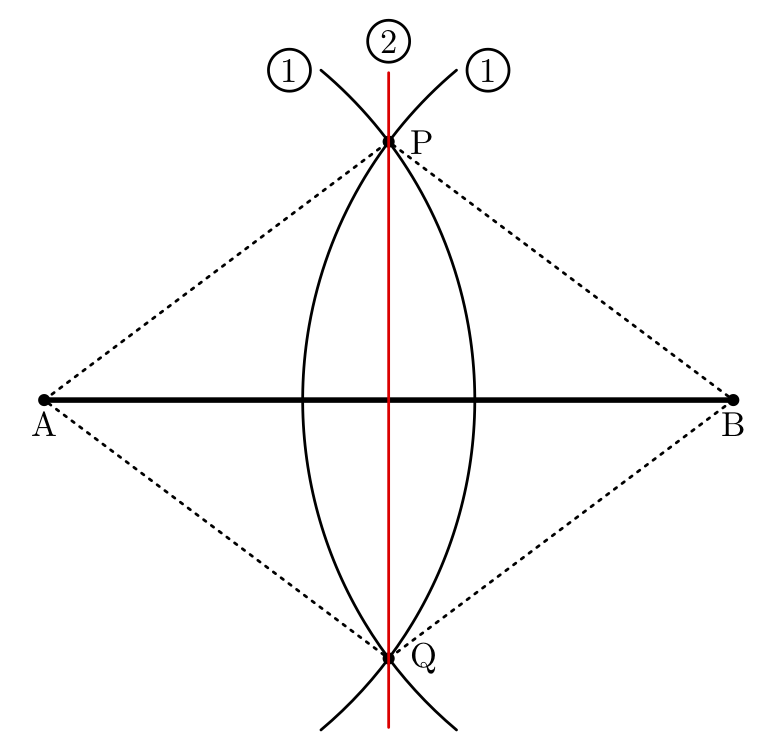
선분의 수직이등분선

1. 선분의 양 끝점을 중심으로, 반지름이 선분의 반보다 적당히 큰 원을 둘 그린다.
2. 두 원이 만나서 생기는 교점끼리 잇는다.

#### 증명
위와 같이 해서 마름모를 그릴 수 있다. 마름모의 대각선의 성질은 서로 수직 이등분한다는 것이다. 따라서, 수직이등분하려는 위의 선분은 수직이등분된다. 또한, 마름모의 네 변의 길이는 모두 같으므로 작도 과정에서 생긴 두 원의 교점을 각각 P, Q라고 하고 선분의 양 끝점을 각각 A, B라고 할 때 점 A, B에서 점 P, Q와의 거리는 모두 같다.

### 크기가 같은 각

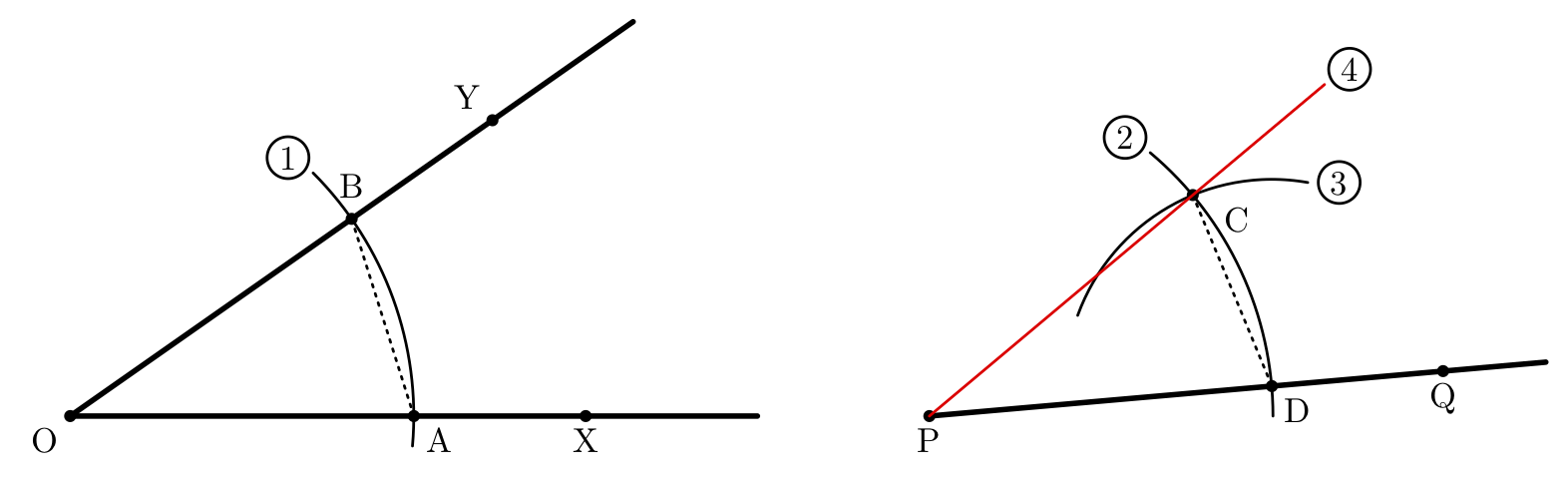
크기가 같은 각

1. 점 O를 중심으로 하는 적당한 크기의 원을 그려 반직선 OX, 반직선 OY와의 교점을 각각 A, B라고 한다.
2. 컴퍼스 크기를 그대로 하여 점 P를 중심으로 하는 원을 그려 반직선 PQ와의 교점을 D라고 한다.
3. 점 D를 중심으로 하고 선분 AB를 반지름으로 하는 원을 그려 위 원과의 교점을 C라고 한다.

### 수선 (평각의 이등분)
1. 점 P를 중심으로 적당한 크기의 원을 그려서 직선 l과 만나는 교점을 각각 A, B라고 한다. (점P는 직선l위에 있지 않다.)
2. 점 A를 중심으로 적당한 원을 그린다.
3. 점 B를 중심으로 반지름 길이가 위와 같은 원을 그린다. 그리고 위 원과의 교점을 Q라고 한다.
4. 직선 PQ를 그린다.

### 선분의 등분
만약 어떤 선분을 {\displaystyle a}등분하고 싶다고 할 때의 등분법은 다음과 같다.
1. 등분하고자 하는 선분에서 임의의 각도로 반직선을 하나 긋는다.
2. 반직선의 시작점에서 일정한 길이씩 떨어진 {\displaystyle a}개의 점을 만든다.
3. 가장 끝의 점과 선분의 반직선과 접하지 않은 끝을 잇는다.
4. 3번의 선분과 평행하고 두 번째 점과 접하는 직선을 그린다.
5. 점이 끝날 때까지 평행한 선을 계속 그린다.

### 정삼각형
1. 선분의 양 끝 점에서 반지름이 선분과 같은 두 원을 그린다.
2. 이때 생기는 교점과 선분 양 끝점을 잇는다.

### 평행선
1. 점 P를 지나면서 직선 l과 만나는 직선을 그어 그 교점을 점 A라고 한다.
2. 점 A를 중심으로 적당한 크기의 원을 그려 직선 PA, 직선 l과의 교점을 각각 B, C라고 한다.
3. 점 P를 중심으로 반지름의 길이가 위와 같은 원을 그려 직선 PA와의 교점을 점 Q라고 한다.
4. 점 B를 중심으로 반지름의 길이가 선분 BC와 같은 원을 그린다.
5. 점 Q를 중심으로 반지름의 길이가 4번과 같은 원을 그려 3번 원과의 교점을 점 R이라고 한다.
6. 직선 PR을 그린다.

### 직각의 3등분
임의의 각을 3등분 하는 작도는 '3대 작도 불가능 문제' 중 하나지만, 정삼각형을 이용하면 30도를 작도할 수 있으므로 직각은 3등분할 수 있다. 직각의 삼등분 순서는 다음과 같다.
1. 직각에서 임의의 반지름을 가지는 호 AB를 그린다. (이하 호의 중심은 O)
2. A를 중심으로 1번과 같은 반지름을 가지는 호 OD를 그린다. (이때 D는 호 AB와 원 A 의 교점)
3. B를 중심으로 1번과 같은 반지름을 가지는 호 OE를 그린다. (이때 E는 호 AB와 원 B 의 교점)
4. O 와 D,E를 이으면 직각이 삼등분된 것이다.

## 자 없이 컴퍼스만으로 하는 작도
이탈리아의 수학자인 로렌초 마스케로니에 의하면 자 없이 컴퍼스만으로 작도할 수 있다는 것이 증명되었다. 단, 이 때에 두 점이 주어지면 직선은 그어진 것이라고 본다. 즉, 원과 원의 교점을 이용하여 작도할 수 있지만 직선과 직선, 직선과 원의 교점은 이용할 수 없는 것과 같다.
이 증명은 모르-마스케로니 정리라고도 불리며, 이 정리의 내용이 담긴 논문은, 평소 수학을 좋아하던 나폴레옹 1세에게 헌정되기도 했다.

## 3대 작도 불가능 문제
3대 작도 불가능 문제(３大作圖不可能問題)는 고대 그리스 시대부터 내려온 세 가지 작도 문제이다. 2000년 이상의 오랜 시간 동안 많은 사람들이 풀이를 구하려고 했으나 성공하지 못했고, 19세기에 들어와서 세 가지 문제 모두 작도가 불가능하다는 것이 증명되었다. 세 가지 문제는 다음과 같다.
1. 주어진 각을 삼등분하는 문제-각의 3등분 문제
2. 주어진 정육면체의 2배 부피를 가지는 정육면체를 작도하는 문제-입방 배적 문제
3. 주어진 원과 같은 넓이를 가지는 정사각형을 작도하는 문제 -원적 문제

### 주어진 정육면체의 2배 부피를 가지는 정육면체를 작도하는 문제
이 문제는 흔히 델로스의 문제라고도 부른다. 전설에 따르면 기원전 430년, 아테네 시민들이 전염병을 없애려면 어떻게 해야 하냐고 델로스의 아폴로 신탁에 물었을 때, '제단을 두 배로 만들라'는 답을 들었다고 한다. 이에 아테네 시민들이 제단의 각 변을 두 배로 늘려서 만들었는데도, 전염병이 수그러들지 않았다. 왜냐하면 신탁의 답변은 제단의 길이를 두 배로 늘리는 것이 아니라 제단의 부피를 두 배로 늘리라는 것이었기 때문이다. 제단의 길이를 두 배로 늘리면, 제단의 부피는 여덟 배(23)가 된다.
원래 정육면체의 부피를 V라고 한다면, 2V의 부피를 가지는 정육면체는 원래 정육면체보다 변의 길이가 {\displaystyle {\sqrt[{3}]{2}}}배가 되어야 한다. {\displaystyle {\sqrt[{3}]{2}}}는 작도 가능한 수가 아니므로, 이 문제는 눈금없는 자와 컴퍼스로는 해결할 수 없다.
(여기서의 "제단의 길이"는 제단의 모든 길이(가로,세로,높이)를 말한다. 만약 가로길이만을 2배로 한다면 부피는 2배가 된다.)

### 주어진 원과 같은 넓이를 가지는 정사각형을 작도하는 문제
눈금없는 자와 컴퍼스를 이용해서는 {\displaystyle 1:{\sqrt {\pi }}}와 같은 비율을 만들 수 없기 때문에 이 문제는 해결이 불가능하다.

### 삼등분가
위와 같이 3대 작도 불가능 문제는 눈금 없는 자와 컴퍼스를 유한 번 사용하는 것으로는 모두 해결이 불가능함이 증명되었다. 그런데 그 중 임의의 각의 삼등분 문제를 해결할 수 있다고 주장하는 사람들을 삼등분가(trisector)라고 한다. 이러한 삼등분가들은 자신의 방법으로는 작도가 가능한데, 권위있는 수학자들이 이해를 거부한다는 주장을 펼친다. 또한 이들은 임의의 각의 삼등분이 작도 할 수 없다는 이유를 이해하지 않고, 그들의 주장의 오류를 찾아줘도 인정하지 않기 일쑤이다. 그러나 “불가능함이 증명되었다.”는 말은 이 문제에 대하여서는 앞으로 아무리 획기적이고 새로운 논리나 방법론이 등장한다고 하여도 바뀌지 않는 것으로, “절대로 불가능하다.”는 의미이므로 이들의 주장은 검토할 가치조차 없는 것이다. 따라서 전 세계의 대부분의 수학계에서는 삼등분가의 주장을 담은 논문은 전혀 인정하지 않는다.
하지만 예외로 고대 그리스의 히피아스라는 수학자가 원적 곡선을 이용해 삼등분각 문제에 성공했지만 원적 곡선이라는 특수한 곡선을 이용했다는 점에서 논란이 있다.

## 같이 보기
- 작도 가능한 수